# Merlin (miniserie)
Merlin, conocida en español como El mago Merlín o Merlín, es el nombre de una miniserie de 1998 de televisión que trata sobre la vida del mago Merlín, la pelea contra la reina Mab y la leyenda del rey Arturo. Consta de dos episodios con una duración total de 182 minutos. En España fue emitida por primera vez en Telecinco en 1999.
La miniserie difiere de algunas versiones tradicionales de la leyenda, en particular mediante la inclusión de nuevos personajes (como la reina Mab) y manteniendo a Merlín durante todo el reinado de Arturo (en otras versiones Merlín lo deja durante el reinado, al quedar atrapado en una roca por su amante la Dama del Lago). La miniserie tuvo una secuela en 2006, El aprendiz de Merlín: La búsqueda del Santo Grial.

## Sinopsis
Comienza con un Merlín de edad relatando las guerras al comienzo del cristianismo en Inglaterra, en épocas del rey Constant y el rey Vortigern. Narra sobre el reemplazado de las creencias paganas por la nueva religión y cómo los seguidores piden ayuda a la reina Mab, la reina de las hadas y criaturas del bosque, quien decide que creará un poderoso líder hechicero para que la gente siga siendo guiada a la religión pagana. Pide apoyo por parte de la Dama del Lago (su “hermana”), pero ella se niega.
La reina Mab, junto con su sirviente Frik (una especie de gnomo), van en busca del niño que sea aquel líder poderoso. En una cabaña modesta encuentran a un niño recién nacido cuya madre murió en el parto, quedando sólo con Ambrosía. La reina Mab llama al niño Merlín y le indica que es sólo mitad humano, que volverá por él cuando «llegue la hora».
Al su juventud, Merlín se encuentra con Lady Nimue, hija de Lord Ardente, a quien ayuda al indicarle el camino que busca. Nimue se desvía del sendero y queda atrapada en arenas movedizas de un pantano. Merlín va en su auxilio y para evitar él también quedar atrapado toma una rama de la cual Nimue debe agarrarse, sin embargo la rama no es lo suficientemente larga y Merlín desea que crezca, cosa que comienza a suceder y logra así salvar a Nimue.
Al enterarse de esto, su tía Ambrosía le indica a Merlín que no tiene padre mortal y que deberá ir con la reina Mab, pues es ella quien lo creó. Merlín así lo hace y de ella y su sirviente Frik aprende de la magia, pero al enterarse por la Dama del Lago de que Mab dejó morir a su madre y que su tía Ambrosía está agonizando decide huir. La reina Mab se entera de la huida y va con Ambrosía, quien se asfixia por un ventarrón provocado por Mab. En eso llega Merlín y la reina de las hadas le dice al mago que todo lo hace para evitar morir, para evitar que la nueva religión acabe con ella. Merlín, con un pacto de sangre, jura sobre la tumba de su madre y de su tía que sólo usará sus poderes para vencer a la reina Mab.
Así comienza una pelea entre la reina Mab y el mago Merlín, utilizando como medios las guerras entre el rey Vortigern y el rey Uther.

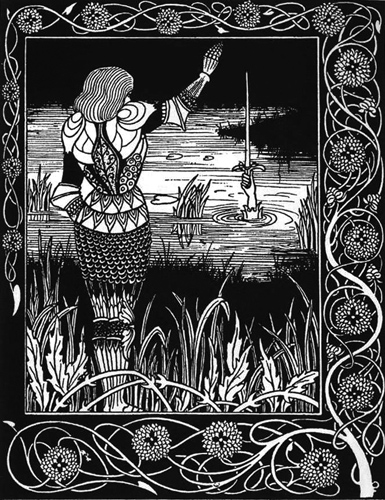
Cómo Sir Bedevere lanzó al agua la espada Excalibur. Ilustración de Aubrey Beardsley, 1894.

## Diferencias con la leyenda tradicional
Se ven algunas diferencias con la tradición artúrica, algunas de las más notables son las siguientes:
- En esta miniserie Mab es un personaje cruel, antagonista de la historia. La reina Mab es nombrada en Romeo y Julieta de Shakespeare como la reina de las hadas, encargada de que la gente sueñe, ni siquiera forma parte del ciclo artúrico, donde el personaje antagonista de Merlín es la hermana de Arturo, Morgana. Frick, el gnomo que sirve a Mab, también es una invención.
- Merlín es hijo de una mujer mortal, pero no tiene padre, lo que concuerda con algunas versiones tradicionales, pero su tía es Ambrosía, que forma una coincidencia con otra versión, donde el padre de Merlín es Ambrosio de Britania.
- Excalibur es obtenida al pedir Merlín ayuda a la Dama del Lago, pero no está Arturo presente, de hecho se la entrega al rey Uther y al corromperse éste, el mago la clava en una piedra para que solo un rey digno pueda apoderarse de ella. En esta miniserie Merlín es quien regresa la espada a la Dama del Lago, no Sir Bedevere.
- La amada de Merlín se llama Nimue, curiosamente uno de los nombres que se le dan a La Dama del Lago. La razón es que en la leyenda artúrica Merlín le enseña magia a una mujer llamada Nimue, y después la nombra como Dama del Lago, pero eso es en una versión diferente, donde la espada Excálibur siempre estuvo en la piedra y nadie la colocó ahí. La miniserie mezcla ambas versiones de la leyenda.
- Es Merlín quien trae a Lancelot a Camelot, cuando en la leyenda tradicional fue la Dama del Lago quien guio a Lancelot (su hijo adoptivo) y se lo presentó a Arturo.
- Mordred es hijo del rey Arturo y Morgana. Cuando según el relato tradicional era hijo del rey Arturo y Morgause, una hermana de Morgana.

## Premios y nominaciones
Los premios recibidos por la serie o por la miniserie de TV han sido 7, además de 15 nominaciones. El cuadro detallado es el siguiente:
| Premio                                      | Año  | Categoría                                                                                            | Ganadores y nominados | Resultado |
| ------------------------------------------- | ---- | --- | --- | --------- |
| Atrios                                      | 1998 | Mejor casting para miniserie de TV                                                                   | Lynn Kressel | Nominado  |
| Premios DGA                                 | 1999 | Mejor dirección en película para la televisión                                                       | Steve Barron | Nominado  |
| Premios Emmy                                | 1998 | Mejor dirección de arte para una miniserie o película                                                | Roger Hall (producción de diseño) John King (dirección en supervisión de arte) Michael Boone (director de arte) Karen Brooks (decoradora de set) Para la parte I. | Ganador   |
| Premios Emmy                                | 1998 | Mejor diseño de vestuario para una miniserie o una película                                          | Ann Hollowood Para la parte I. | Ganador   |
| Premios Emmy                                | 1998 | Mejor maquillaje para miniserie, película o especial                                                 | Aileen Seaton (artista de maquillaje) Marcar Coulier (artista de maquillaje protésico) | Ganador   |
| Premios Emmy                                | 1998 | Mejores efectos especiales para una miniserie o película                                             | Timothy Webber (supervisor de diseño de efectos visuales) Stefan Lange (camarógrafo de efectos visuales) Matthew Cope (coordinador de lanzamiento de efectos visuales) Richard Conway (supervisor de efectos físicos especiales) Timothy Greenwood (artista de efectos visuales) George Roper (artista de efectos visuales) Murray Butler (artista de efectos visuales) Angus Wilson (artista de efectos visuales) Pedro Sabrosa (artista de efectos visuales) William Bartlett (artista de efectos visuales) Avtar Bains (artista de efectos visuales) Para la parte I. | Ganador   |
| Premios Emmy                                | 1998 | Mejor casting para una miniserie o película                                                          | Lynn Kressel (ejecutivo de casting - EE. UU.) Noel Davis (ejecutivo de casting - U.K.) | Nominado  |
| Premios Emmy                                | 1998 | Mejor fotografía para una miniserie o película                                                       | Sergey Kozlov (director de fotografía) | Nominado  |
| Premios Emmy                                | 1998 | Mejor dirección para una miniserie o película                                                        | Steve Barron | Nominado  |
| Premios Emmy                                | 1998 | Mejor actor principal para una miniserie o película                                                  | Sam Neill | Nominado  |
| Premios Emmy                                | 1998 | Mejor miniserie                                                                                      | Robert Halmi Sr. (productor ejecutivo) Dyson Lovell Chris Thompson (productor de línea) | Nominado  |
| Premios Emmy                                | 1998 | Mejor composición musical para una miniserie o película (guion dramático)                            | Trevor Jones Para la parte I. | Nominado  |
| Premios Emmy                                | 1998 | Mejor edición de imagen de una sola cámara para una miniserie o película                             | Colin Green Para la parte I. | Nominado  |
| Premios Emmy                                | 1998 | Mejor edición de sonido para una miniserie, película o especial                                      | Tim Lewiston (supervisor de edición) John Ireland (editor de efectos) Para la parte I. | Nominado  |
| Premios Emmy                                | 1998 | Mejor actor de reparto para una miniserie o película                                                 | Martin Short | Nominado  |
| Premios Emmy                                | 1998 | Mejor actriz de reparto para una miniserie o película                                                | Helena Bonham Carter | Nominado  |
| Premios Emmy                                | 1998 | Mejor guion para una miniserie o una película                                                        | David Stevens (adaptación para televisión) Peter Barnes (adaptación para televisión) Edward Khmara (argumento) | Nominado  |
| Globos de oro                               | 1999 | Mejor miniserie o película para TV                                                                   | | Nominado  |
| Globos de oro                               | 1999 | Mejor desempeño de un actor en una miniserie o película para TV                                      | Sam Neill | Nominado  |
| Globos de oro                               | 1999 | Mejor desempeño de una actriz en una miniserie o película para TV                                    | Miranda Richardson | Nominado  |
| Globos de oro                               | 1999 | Mejor desempeño de una actriz en un papel secundario en una serie, miniserie o película              | Helena Bonham Carter | Nominado  |
| Premios International Monitor               | 1999 | Película que originó programas especiales de televisión – Mejor realización                          | Timothy Webber (supervisor de efectos especiales) Timothy Greenwood(asociado supervisión de efectos visuales) Fiona Walkinshaw (productor de efectos especiales digitales) Pedro Sabrosa (artista digital de efectos especiales) Martin Parsons (líder en animación de imágenes generadas por computadora) | Ganador   |
| Premios International Monitor               | 1999 | Película que originó programas especiales de televisión – Corrección de color                        | Timothy Webber (supervisor de efectos especiales) Timothy Greenwood(asociado supervisión de efectos visuales) Fiona Walkinshaw (productor de efectos especiales digitales) Asa Shoul (colorista de telecine) Steffan Perry (colorista de telecine) | Ganador   |
| Premios Satellite (premio Satellite dorado) | 1999 | Mejor desempeño de un actor en un papel secundario en una miniserie o película hecha para televisión | Martin Short | Nominado  |
| WorldFest Flagstaff (premio dorado)         | 1998 | Producción de televisión y cable                                                                     | Steve Barron | Ganador   |
| Premios Young Artist                        | 1999 | Mejor película de TV, miniserie o piloto familiar                                                    | | Nominado  |